# キャプテン・ファドム
『キャプテン・ファドム』（英: Captain Fathom）は、アメリカ合衆国のテレビアニメ、アニメーション製作はカンブリア・プロダクション、監督はアレックス・トス。
本作は、キャプテン・ビル・ファドム（声 - ウォーレン・タフツ）が潜水艦"アルゴノート"に乗って大冒険を繰り広げる物語となっている。なお、アメリカでは1965年、日本では1967年9月3日から1968年3月31日まで日本テレビで放送された（放送時間は日曜18:00 - 18:30。吹き替え声優は不明）。関西テレビでの邦題は『隊長ファドム』（1967年頃夕方）。
本作では『キャプテン・ゼロ』 (Space Angel) や『クラッチ・カーゴ』 (Clutch Cargo) と同様に、シンクロ・ヴォックス手法が採用されている。

## 日本語吹き替え声優
- 神山卓三
- 宮田光
- 小林清志
- 野本礼三